# Улус-Керт
Улус-Керт — село в Шатойском районе Чеченской Республики. Образует муниципальное образование Улус-Кертское сельское поселение.

## Название
«Керт» слово чеченское, на русский язык переводится как ограда. 
Согласно одной из версии название села в переводе на русский язык, означает — «Калмыцкая крепость». Такое наименование объясняется прежним наличием калмыцких кочевий в верховьях реки Сунжи. По другой версии «Улус» имя чеченца основателя селения, данную версию высказал чеченский исследователь-краевед А. С. Сулейманов.

## География
Село расположено юго-восточнее слияния рек Шаро-Аргун (ее правый берег) и Абазулгол (ее левый берег), на южном склоне хребта Терзан дук, к северу от районного центра Шатой.
Ближайшие населенные пункты: на северо-западе — села Дачу-Борзой, Чишки и Дуба-Юрт, на северо-востоке — село Агишты, на юго-западе — села Ярыш-Марды и Зоны, на юго-востоке — села Тевзана, Махкеты и Сельментаузен.

## История
В 1944 году, после депортации чеченцев и ликвидации Чечено-Ингушской АССР, селение Улус-Керт было переименовано в Трехгорье и заселено выходцами из соседнего Дагестана. После восстановления Чечено-Ингушской АССР в 1957 году, населённому пункту вернули прежнее название Улус-Керт.
29 февраля 2000 года, близ Улус-Керта произошёл Бой у высоты 776. 2 марта 2017 года на окраине села Улус-Керт был открыт монумент в память о псковских десантниках.

## Население
| 1990 | 2002 | 2010 | 2012 | 2013 | 2014 | 2015 |
| ---- | ---- | ---- | ---- | ---- | ---- | ---- |
| 610  | ↘563 | ↗645 | ↗678 | ↗690 | ↗691 | ↗703 |
| 2016 | 2017 | 2018 | 2019 | 2020 | 2021 | 2023 |
| ↗716 | ↗739 | ↗751 | ↗764 | ↗780 | ↗837 | ↗864 |
| 2024 |      |      |      |      |      |      |
| ↗879 |      |      |      |      |      |      |

Национальный состав
По данным Всероссийской переписи населения 2010 года:
| Народ   | Численность, чел. | Доля от всего населения, % |
| ------- | ----------------- | -------------------------- |
| чеченцы | 641               | 99,38 %                    |
| другие  | 4                 | 0,62 %                     |
| всего   | 645               | 100,00 %                   |